# Basilicaal

Dwarsdoorsnede van een basilicale kerk

Basilicaal als toevoeging van bijvoorbeeld koor, schip, transept, kerk of kathedraal wil zeggen dat het betreffend onderwerp een van vensters voorziene en boven de zijbeuken uitrijzende middenbeuk heeft. Bij het schip heet deze middenbeuk een lichtbeuk, bij het koor een lantaarn.
De term is afgeleid van de basilica in de Romeinse architectuur.